# زنغويية (غوغر)
زنغوییة (بالفارسية: زنگوییه) هي قرية تقع في إيران في قسم غوغر الريفي.